# M21ネットワーク
特定非営利活動法人エム２１ネットワーク（とくていひえいりかつどうほうじん エムにじゅういちネットワーク）は、世界に平和のアピールを発信することを目的として作られた特定非営利活動法人。所在地は東京都港区

## 概要
ネパールの子供達の為の教育支援を主な目的として2001年5月に設立された特定非営利活動法人。
現在はネパールだけでなく、より範囲を広げてアジアの子供達の教育支援を活動目的にしている。
高さ70メートル・横幅50メートルのパッチワークで出来た世界最大のマンダラ（Peace Mandala）を所有。
Peace Mandalaは、日本を中心に世界16カ国、10,000人以上のボランティアの参加によって制作された。

## Peace Mandalaのサイズ
- サイズ：高さ70メートル・横幅50メートル（縦横を九等分、全体を81に分割）
- 材質：パッチワーク

## Peace Mandala制作までの経緯
- 1994年、Peace Mandalaの制作発起会がカトマンズで行われる。
- 1999年、ブータンの僧侶、ディレイ・ノルブとその弟子たち5人と約9ヶ月かけて下絵を描く。
- 2002年4月29日、横浜アリーナで初めて81パーツが繋ぎ合わされお披露目された。

## Peace Mandala Projectの開催地一覧
- 2002年4月29日 - 日本/横浜 横浜アリーナ
- 2002年12月12日-13日 - 日本/広島 広島市民球場
- 2003年12月9日 - インド/ニューデリー モディー財団グランド
- 2004年3月5日-7日 - アメリカ/ハワイ ホノルルフェスティバル コンベンションセンター
- 2004年6月18日・19日 - モンゴル/ウランバートル ヤールマック
- 2005年5月 - 日本/名古屋 ナゴヤドーム
- 2006年6月 - モンゴル/ウランバートル (大統領来場)
- 2007年6月 - 東京/よみうりランド
- 2012年10月 - ネパール/カトマンズ